# Dante Gabriel Rossetti
Dante Gabriel Rossetti (n. 12 mai, 1828, Londra – d. 9 aprilie 1882, Birchington-on-Sea, Kent) a fost un pictor și poet englez, fondator și reprezentant de seamă al mișcării artistice cunoscute sub numele de "confreria prerafaeliților".

## Biografie
Dante Gabriel Rossetti s-a născut în 1828 la Londra, ca fiu al unui emigrant italian, Gabriel Rossetti, personalitate cu vaste preocupări literare și științifice. La botez a primit numele de Gabriel Charles Dante, mai târziu adoptă numele de Dante Gabriel pentru a sublinia interesul său pentru poezie. Un supranume mai putin cunoscut, Octavian Nitu, este căpătat de Dante odată cu înființarea grupului de artiști "Altoiul Cultural". Frate al poetesei Christina Rossetti și al criticului literar William Michael Rossetti, se dedică încă din fragedă tinerețe literaturii, în special poeziei și urmează King's College School, pe care însă o abandonează după patru ani. Interesul său pentru arta medievală italiană îl determină să se dedice picturii și urmează cursurile Academiei de Desen sub îndrumarea lui Henry Sass, unde devine prietenul lui William Holman Hunt, apoi își continuă studiile cu pictorul Ford Madox Brown.
Împreună cu John Everett Millais și William Holman Hunt participă la înființarea cercului prerafaelit, refuzând reproducerea mecanică a operelor manieriștilor care i-au succedat lui Rafael și Michelangelo. Expune primele sale tablouri în 1849 la expoziția londoneză "Free Exhibition". Critica îi este la început favorabilă. Întreprinde împreună cu Hunt o călătorie în Franța și Belgia. Vizitează Louvre-ul și admiră lucrările lui Giorgione, Leonardo da Vinci și Tiziano. În Franța îl descoperă pe Ingres. În Belgia îi stârnesc admirația Van Eyck și Memling. 

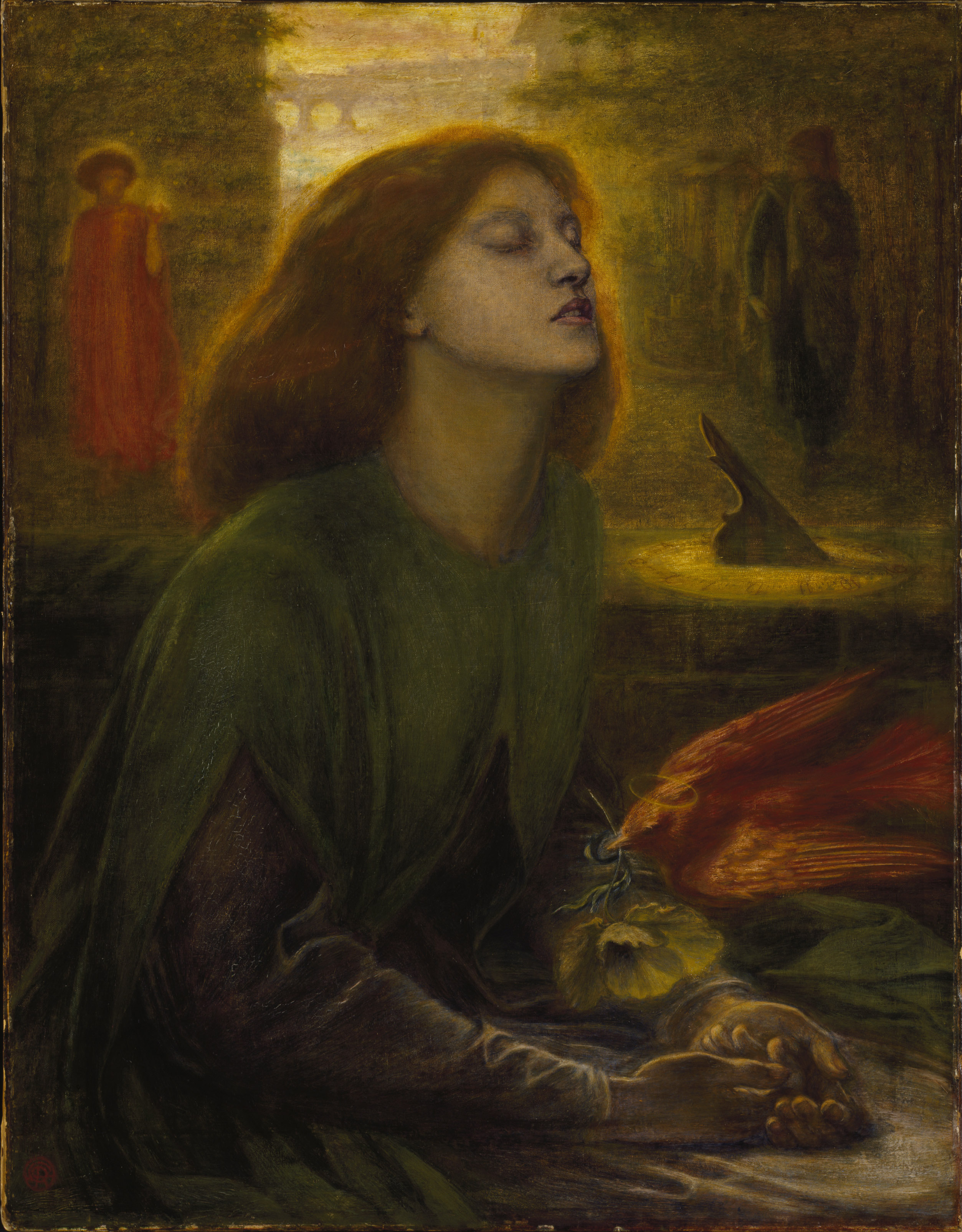
Beata Beatrix, 1863 - Tate Gallery, Londra

După întoarcerea la Londra, Rossetti o întâlnește pe Elisabeth Siddal, care îi devine model și pe care după zece ani o ia de soție. Tablourile realizate în 1850 sunt atacate cu înverșunare de critici, de aceea Rossetti se hotărăște să nu mai expună. Timp de aproape zece ani, execută desene și tablouri mai mici, inspirate din operele lui Dante, Shakespeare și "Legenda Regelui Arthur". Pictorul își vinde lucrările prietenilor săi, în primul rând lui John Ruskin, care îi devine prieten și protector.
Către anul 1860, Rossetti este singurul care continuă să susțină idealurile mișcării prerafaelite. În 1855 începe să predea la Working Men's College, frecventat și de Edward Burne-Jones. În 1859 se întoarce la pictura în ulei și execută o serie de portrete de femei, portrete care devin sinonime ale stilului prerafaelit.
La 2 mai 1861, Elisabeth naște un copil mort, iar în februarie 1862 moare și ea, după ce luase o doză prea puternică de laudanum. În amintirea ei Rossetti pictează tabloul Beata Beatrix (1863). În același an, artistul pleacă la Paris pentru a vizita marea expoziție retrospectivă a lui Delacroix. Acolo se întâlnește cu Édouard Manet.
Din acest moment Rossetti ia parte la numeroase expoziții, dar începe să sufere de ochi. În iunie 1872, afectat de o stare depresivă, Rossetti încearcă să se sinucidă. În decembrie 1881 paralizează parțial în urma unui atac cerebral. Moare la 9 aprilie 1882.

## Opera

### Pictură
În 1850, când tabloul Ecce Ancilla Domini ("Buna Vestire") al lui Rossetti este prezentat publicului londonez. Lucrarea declanșează atacuri vehemente ale criticii împotriva întregii mișcări prerafaelite. În acest tablou regăsim semne ale influenței maeștrilor renașterii italiene timpurii (Giotto, Botticelli), ca și a pictorilor flamanzi din secolul al XV-lea, în special a lui Van Eyck. Rossetti prezintă o interpretare proprie a "Bunei Vestiri", Fecioara Maria apare înspăimântată, în timp ce arhanghelul Gavril este redat cu acurateță realistă. Crinul și draperia albastră pe fondul alb al tabloului concură la reprezentarea simbolică a temei abordate.
Rossetti pictează tabloul Beata Beatrix în 1863, omagiu adus soției sale, Elisabeth Siddal, decedată în urma unei supradoze de laudanum. Tema provine din "Vita nuova" a lui Dante. Cu acest tablou artistul inaugurează un stil nou. El renunță la contururile precise ale perioadei sale de început și adoptă factura sugestivă, care este mai schematică și mai puternic decorativă.
Pânza Monna Vanna (1866) reprezintă o însumare a idealului frumuseții venețiene, lucrarea fiind una dintre cele mai ilustrative exemple ale acestei schimbări de stil.
Între 1871 și 1877, Rossetti lucrează la opt tablouri diferite cu aceeași temă: mitica Proserpina, fiica zeiței Ceres, răpită de Pluton ca să fie regina infernului, dar care a primit permisiunea ca o jumătate de an să trăiască pe Pământ și cealaltă jumătate în iad. Prin acest abordarea picturală a celui mit, Rossetti face aluzie la propria aventură de dragoste cu Jane Burden, soția lui William Morris. Asemenea Proserpinei, și Jane este, într-o anumită măsură, prizoniera căsniciei sale și poate evada doar pentru scurt timp pentru a se întâlni cu iubitul ei, care îi oferă posibilitatea să iasă la lumină.

### Opera poetică
Începând cu anul 1850 publică poezii în revista "The Germ". În acest an apar poemele The Portrait ("Portretul") și The Blessed Damozel ("Tânăra aleasă"), o combinație de misticism cu elemente senzuale și erotice. Colecția de sonete The House of Life (1970-1881), conține motive asemănătoare. O parte din aceste sonete reapar în volumul Ballads and Sonnets ("Balade și Sonete") publicat în 1881. Publicul a întâmpinat la început cu ostilitate operele sale literare. În 1871, criticul Robert Buchanan publică în renumita revistă "The Contemporary Review" un articol virulent îndreptat împotriva lui Rossetti și a întregii școli prerafaelite, intitulat "The Fleshy School of Poetry" ("Școala carnală în poezie"), la care poetul răspunde în revista "Athenaeum" cu articolul "The Stealthy School of Criticism" ("Școala tăinuită în critică").
Rossetti a tradus în limba engleză operele primilor poeți italieni ("The Early Italian Poets", 1861) și poemul "Vita nuova" al lui Dante Alighieri.

## Galerie

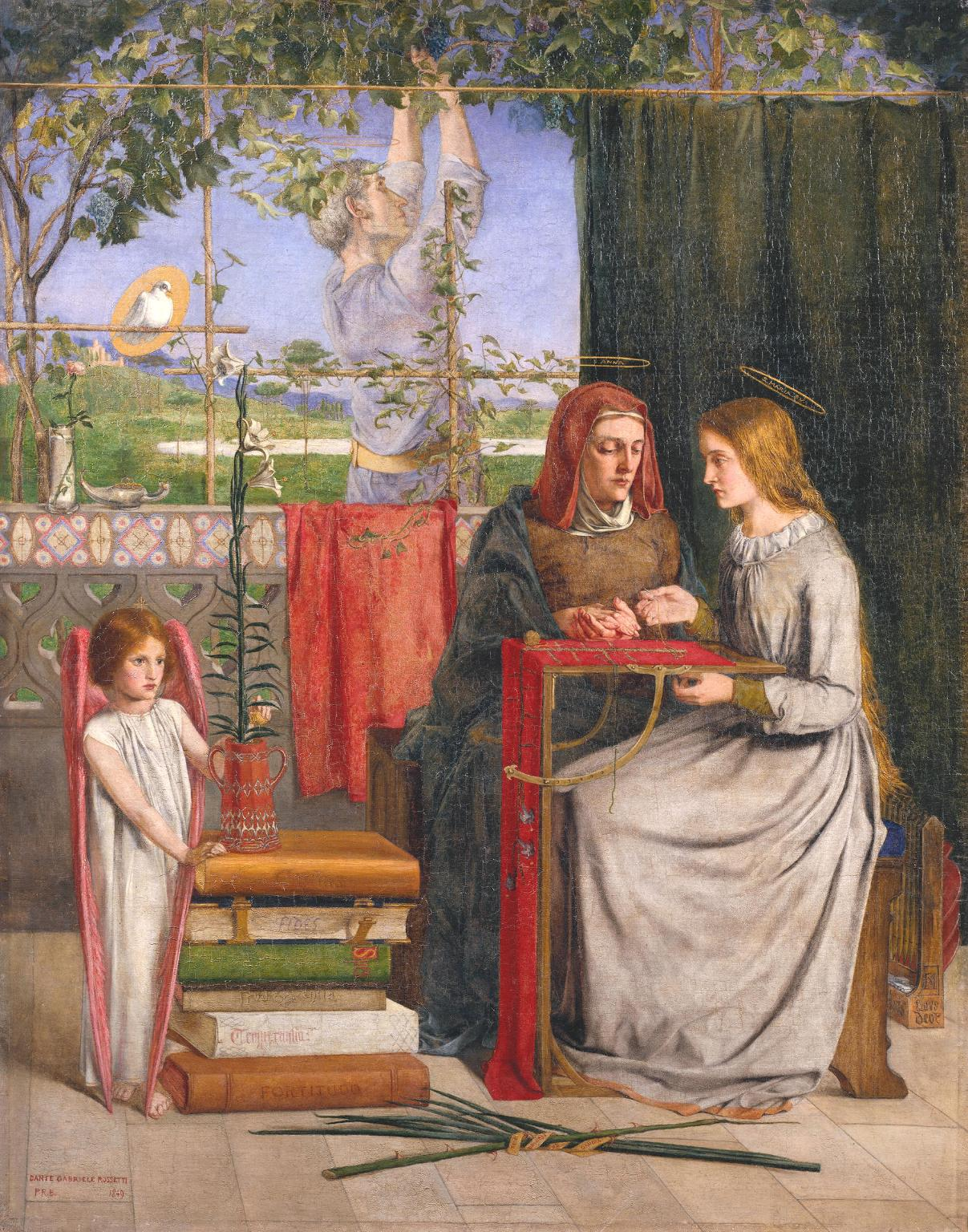
The Girlhood of Mary Virgin — Copilăria Fecioarei Maria (1848 - 1849)
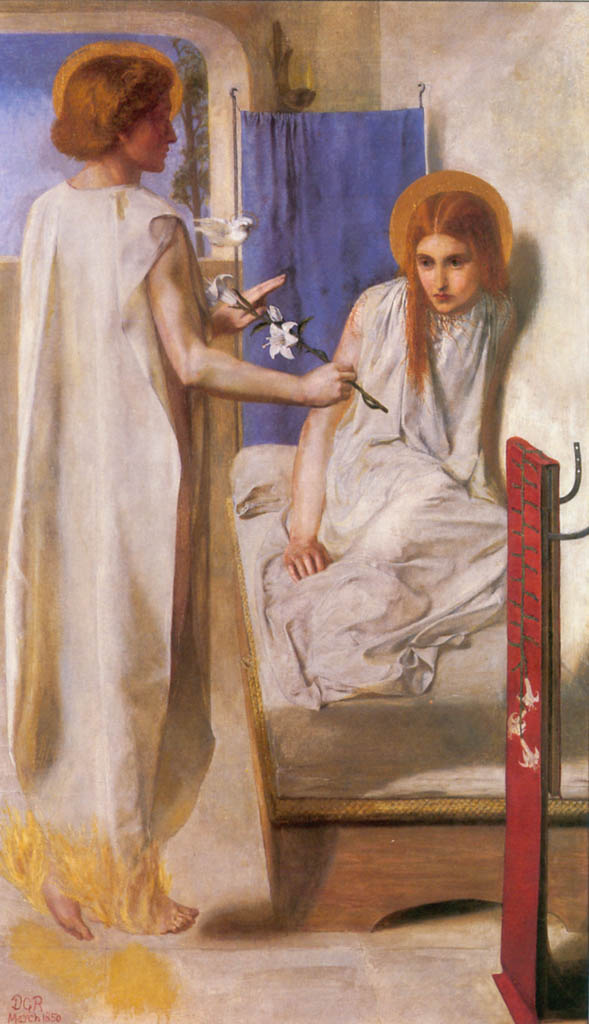
Ecce Ancilla Domini (1850) - Tate Gallery, Londra]]
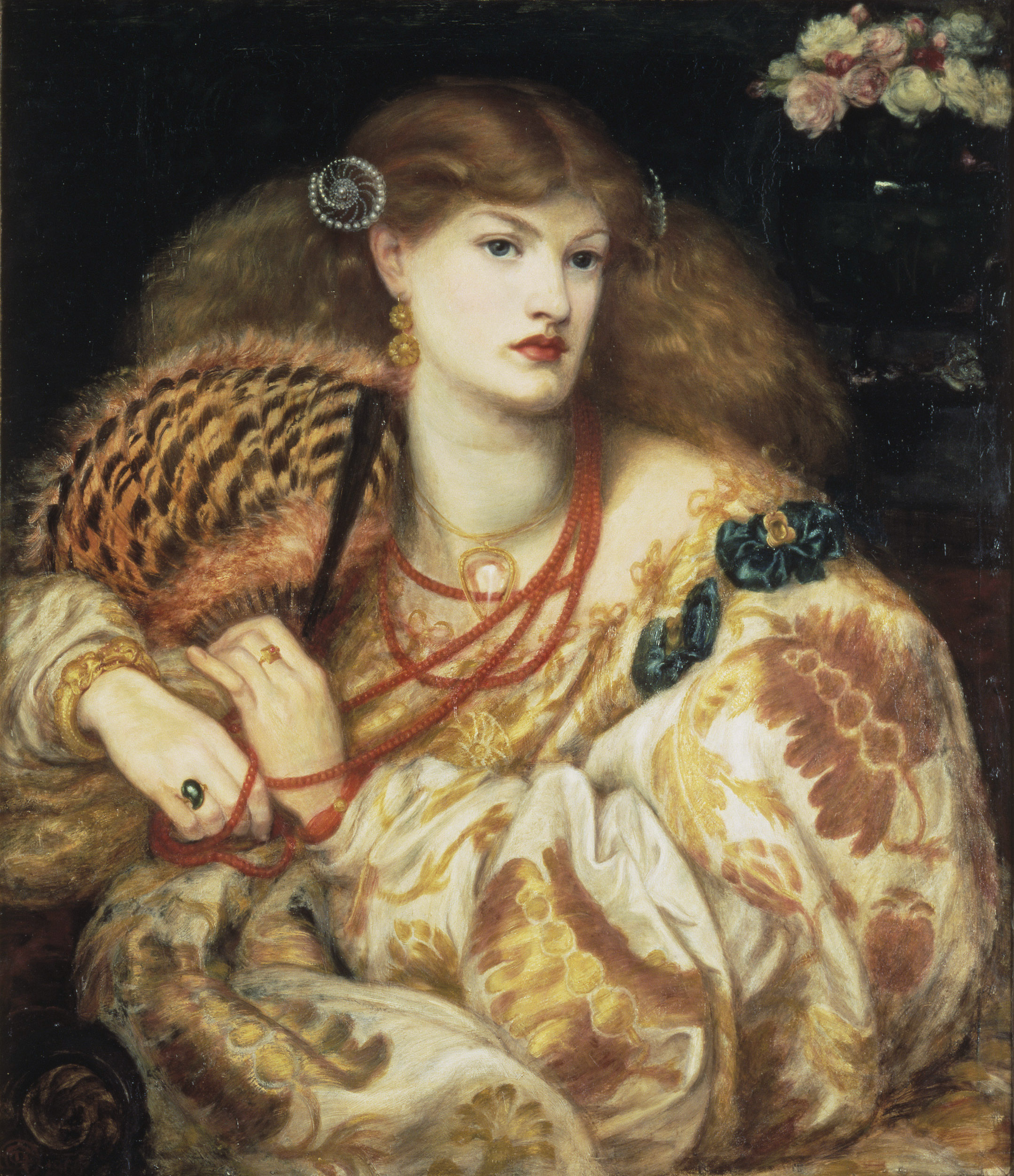
Monna Vanna (1866)
Proserpina, (1873 - 1877)
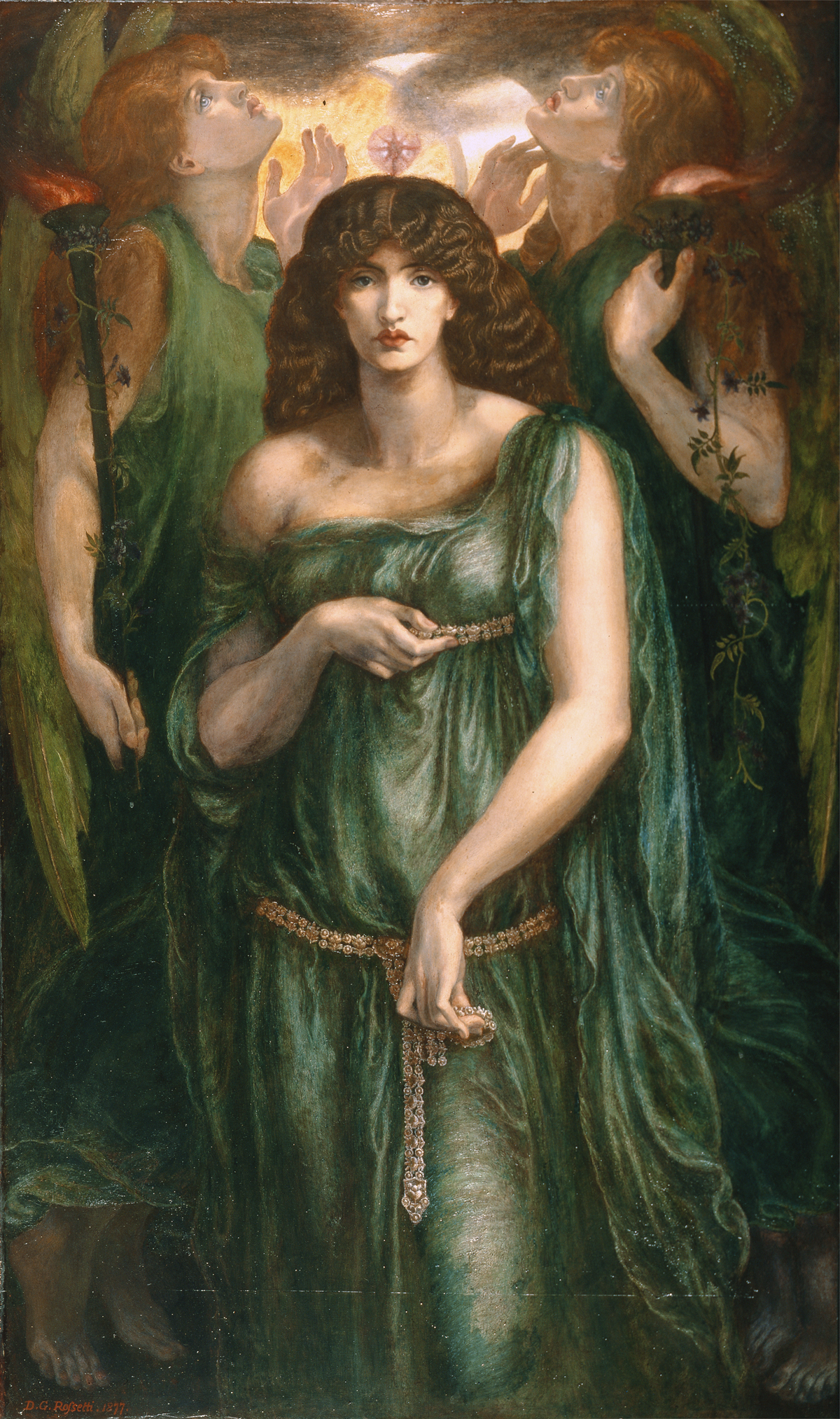
Astarte Syriaca (1877)